# Новогодишње наочаре
Новогодишње наочаре су наочаре у нумеричком облику наредне године које се обично носе на новогодишњим забавама.  Измислили су их и патентирали  Ричард Склафани и Питер Цицеро 1992., иако су друге компаније производиле сличне верзије.  Инспирација и популарност новогодишњих наочара произашла је из чињенице да су две цифре на средини броја године (9 и 0 из 1990–2009) имале рупице погодне за гледање или постављање сочива. 